# Macroporpa peruviana
Macroporpa peruviana är en tvåvingeart som beskrevs av Rubsaamen 1916. Macroporpa peruviana ingår i släktet Macroporpa och familjen gallmyggor.
Artens utbredningsområde är Peru. Inga underarter finns listade i Catalogue of Life.